# Musculus constrictor pharyngis inferior
Der Musculus constrictor pharyngis inferior (lat. für „unterer Rachenschnürer“; von lateinisch musculus „Muskel“ und constringere „zusammenziehen“, „zusammenschnüren“, von griechisch phárynx „Rachen“ sowie von lateinisch inferior „niedriger“, „tiefer gelegen“), welcher auch unter dem Namen Musculus cricopharyngeus (von griechisch cricoideus „ringförmig“) bekannt ist, zu Deutsch unterer Schlundschnürer, ist ein fächerförmiger, quergestreifter Muskel (Skelettmuskel), der zusammen mit den Musculi constrictores pharyngis superior et medius den muskulären Part des Rachens bildet. Er ist vor allem in dessen dorsalem und lateralem Bereich sehr prominent ausgebildet.
An der dorsalen Rachenwand sind die paarigen Muskelanteile jeweils durch die Raphe pharyngis miteinander verbunden, welche den Schlundschnürern zugleich auch als Ansatz dient.
Der Muskel kann noch weiter unterteilt werden in eine:
- Pars thyropharyngea
- Pars cricopharyngea (mit Pars obliqua und Pars fundiformis, die das Killian-Dreieck bilden. Hier kann der Zenker-Divertikel entstehen.)

## Funktion
Der Musculus constrictor pharyngis inferior schnürt den Kehlkopfabschnitt des Rachens (Pars laryngea pharyngis) ein und schiebt damit beim Schluckakt den Nahrungsbolus Richtung Speiseröhre vor.

## Erkrankungen
Eine Hypertrophie des Musculus cricopharyngeus kann zu einer Dysphagie führen. Eine fehlende Entspannung des Muskels führt zu einer cricopharyngealen Achalasie oder einer retrograden cricopharyngealen Dysfunktion.